# توماس جي. هيلي
توماس جي. هيلي (بالإنجليزية: Thomas G. Hailey)‏ هو محامي وفلاح وقاضي أمريكي، ولد في 13 يوليو 1865 في لا غراندي في الولايات المتحدة، وتوفي في 6 مارس 1908 في بورتلاند في الولايات المتحدة.